# Stikmyg
Stikmyg er insekter i familien Culicidae. Stikmyg er karakteriseret ved en lang sugesnabel, skælformede hår på vingerne, og ofte også på bagkroppen, hvilket giver dem et broget udseende. Ligesom andre myg, har de en slank krop og lange ben. Det er hunmyg, der stikker varmblodede dyr og suger blod fra dem, for at få energi til at producere æg. Hanmyg lever af at suge nektar fra blomster. Larverne lever altid i vand, hvor de lever af mikroorganismer.
Myg er sjældent længere end 16 mm og vejer op til 2,5 mg. En myg kan flyve konstant i 1 til 4 timer med en hastighed på op til 1-2 kilometer i timen. Myggestik per døgn fra husmyg topper i Danmark sædvanligvis i august måned.
I troperne er Aedes aegypti vektor for virussygdommen gul feber.

## Klassifikation
Der findes i Danmark op mod 30 arter af stikmyg. De deles i to underfamilier. Den ene, Culicinae omfatter bl.a. skovmyg, strandmyg og kældermyg. Den anden underfamilie er Anophelinae, malariamyggene.

### Skovmyg
Skovmyg er ansvarlige for langt størstedelen af den gene, der forvoldes af myg i Danmark. Fælles for skovmyggene er, at de kommer fra mindre vandsamlinger i skove og moser, typisk pytter og grøfter, som kun er fyldt med vand en del af året. De har som regel kun en enkelt generation om året.
Larverne bliver op til 1 cm lange og ser meget karakteristiske ud. De hænger i en skrå stilling ned fra vandoverfladen med et ånderør stukket op, men forstyrres de, slipper de overfladen og svømmer nedad med hurtige, vrikkende bevægelser.
Larverne lever af mikroskopiske planter, bakterier, alger eller svampe, som de børster sammen med munddelene. De vokser op om foråret; og hvor længe de er om det, afhænger af temperaturen. Ofte varer det en måneds tid. De fuldvoksne larver forpupper sig. Pupperne ser ligeledes meget karakteristiske ud. De ånder også i vandoverfladen og tilbringer størstedelen af deres tid hængende her. De er dog meget bevægelige, og ved forstyrrelser søger de ned i vandet ved hurtige slag med kroppen. Efter en uges tid revner puppens hud i ryggen, mens den ligger i overfladen, og den voksne myg kryber ud. Den søger ind i vegetationen omkring pytten og sidder her ret passiv den første tid.
Hunmyggene skal nu have et måltid blod, inden de kan lægge æg, og efter at de har parret sig, begynder deres søgen efter dyr eller mennesker. Dette foregår især omkring solnedgang eller i de tidlige morgentimer, når luften er mest stille og fugtig. På steder med læ og skygge kan myggene være særdeles aggressive også om dagen, når de jages op ved menneskers ankomst. Ellers tilbringer de mest dagtimerne hvilende i tæt, lav vegetation.
Når en hunmyg har haft lejlighed til at stikke og fylde sig med blod, udvikler dens æg sig. Der kan være op til et par hundrede stykker, og de lægges på et sted, hvor der om foråret var en pyt, men hvor der nu – hen på sommeren er en lavning med fugtig jord, tæt vegetation eller nedfaldne blade. De bliver liggende vinteren over og klækker først næste forår, når lavningen igen er vandfyldt. Selv om æggene skulle komme under vand allerede om efteråret, klækker de som oftest ikke. De er i en hviletilstand, som først afbrydes, nå de har gennemgået vinterkulden. I særligt tørre forår kan det ske, at en del af de ventende æg ikke kommer under vand, eller at pytterne tørrer ud, før larverne er fuldt udviklede. Det giver et år med få myg, men mange af æggene overlever og er klar året efter.
I løbet af sommeren dør skovmyggene; det er kun æggene, der overvintrer. Stikkeaktiviteten plejer at begynde sidst i maj og kulminerer i juni for derefter at aftage og ophøre med august.

### Strandmyg og engmyg
Strandmyg omfatter nogle arter, bl.a. Ochlerotatus caspius, som bidrager betragteligt til myggeplagen. De afviger i levevis fra skovmyggene ved, at deres larver trives i det mere eller mindre brakke vand, der står i pytter på strandenge og i bunden af rørsumpe langs kysterne. De kan også have flere generationer i løbet af et år, således at larver forekommer ikke blot om foråret, men også senere, hvis vanddækningen tillader det. De voksne myg gør sig således bemærkede til langt hen på efteråret. De voksne strandmyg er langt mere tilbøjelige til at sprede sig fra deres udklækningssteder end skovmyggene. De kan træffes op til 10 km borte.
Engmyg omfatter par arter, der udklækkes på de oversvømmede enge omkring søer om foråret. De kan optræde i store mængder.

### Kældermyg
Myggene i denne gruppe adskiller sig fra de hidtil nævnte derved, at de voksne myg ikke dør om efteråret, men søger ind i huse for at overvintre. De kaldes også husmyg. Til overvintringen foretrækker de uforstyrrede, kølige og fugtige rum; typisk sidder de under loftet i kældre og udhuse. Husmyggene udvikler flere generationer i løbet af sommeren, og larver kan findes i næsten al slags vand, ofte i kunstige beholdere som vandingstrug eller bassiner og gerne i forurenet vand. Æggene lægges direkte på vandet i små bådformede klumper. Til gruppen hører to almindelige arter:
- Stor kældermyg (Culiseta annulata) er en stor, grå myg med hvide ringe på benene. Hvis hunmyggene af denne art forstyrres på deres tilholdssteder om vinteren, vil de ofte forsøge at suge blod. Fænomenet myggestik om vinteren skyldes næsten altid den store kældermyg.
- Lille kældermyg (Culex pipiens), en lille, brunlig myg, plejer ikke at stikke mennesker, men skal nævnes, fordi den ofte fejlagtigt sættes i forbindelse med myggeplage. Den kan træffes overvintrende i store mængder i fugtige kældre. Larverne af den lille husmyg kan leve i de mest forskellige former for vand, undertiden også de samme steder som larverne af skovmyg og strandmyg. En særlig talrig optræden her kan give ubegrundet frygt for myggeplage, og det er da praktisk at kunne kende disse larver fra hinanden. Dette er også med lidt øvelse muligt med det blotte øje, idet kældermyggelarverne har et længere og slankere ånderør.

### Malariamyg
Malariamyggene omfatter i Danmark kun nogle få arter, hvor Anopheles maculipennis er den almindeligste. Malariamyg kendes bl.a. på, at bagkroppen aldrig bærer skæl og på at den siddende myg holder kroppen i en skrå stilling i forhold til underlaget.
Malariamyggen Anopheles gambiae overfører malaria og lever i de tropiske og subtropiske egne.

### Andre slags myg
Der findes en mængde myg, som ikke har noget med de stikkende myg at gøre, men som ved deres optræden alligevel giver anledning til ubegrundet frygt for myggestik. De fleste af de myg, man kan se stå i dansende sværme over buske eller træer, hører ikke til stikmyggene, og hvis de gør det, drejer det sig om hannerne, som er harmløse, da de lever af blomsternektar.

## Bekæmpelse
Brug af insekticider til bekæmpelse af myggelarver eller voksne myg i det fri er ikke hensigtsmæssig, og i Danmark findes der ikke midler, som er godkendt til dette formål.
Lokal dræning eller opfyldning af pytter eller mere omfattende afvandinger vil i nogle tilfælde nedsætte eller måske helt afhjælpe myggeplage, men man må gøre sig klart, at sådanne indgreb vil medføre store ændringer i plante- og dyrelivet på stedet.
I stedet må man forsøge at beskytte sig mod myggene med andre foranstaltninger. Kældermyg og andre myg, som trænger ind i soveværelser og lignende steder, kan bekæmpes med et insektmiddel beregnet til brug mod flyvende insekter. Net, tyl eller andet passende stof for vinduerne kan bruges til at forhindre, at de kommer indenfor.
Indendørs kan rygetabletter eller myggespiraler yde god beskyttelse. De anbringes på en speciel elektrisk varmeplade og afgiver i adskillige timer en insektgift til luften. Herved dræbes tilstedeværende myg, og andre afskrækkes fra at søge ind, f.eks. gennem vinduer på klem. I telte, på terrasser med læ og lignende steder kan disse rygemidler også anvendes. Det er varierende, hvad der findes på det danske marked af disse produkter.

### Biologisk bekæmpelse
Et alternativ til at bruge kemiske midler er at skabe gode forhold for myggens naturlige fjender. Der findes både fisk og insekter, som spiser myg. Et enkelt pattedyr, som også spiser myg, er flagermusen. Af hjemmehørende insektarter, der spiser myg, kan nævnes:
- Guldsmede-nymfer, som spiser myggelarverne.
- Voksne guldsmede, som spiser voksne myg.

## Hvorledes en myg finder sit offer
Vi udsondrer kuldioxid i vor udåndingsluft, mælkesyre fra huden og dertil 2-300 andre duftstoffer i mindre mængder. En stikmyg har en fortrinlig lugtesans, som består af duftreceptorer, der er lokaliseret i fine porer i følehårene på dens antenner. Lugtesansen sætter myggen i stand til opdage sit bytte på en afstand af mere end 25 meter. Forskellige mennesker udskiller duftstofferne i forskellig kombination og mængde og dette er årsagen til, at myg tiltrækkes mere af nogle mennesker end af andre.
Desuden har myggen en veludviklet synssans og den tiltrækkes af bevægelser, som viser at der er noget levende i nærheden.
Herudover tiltrækkes myg af fugtighed og varme fra kroppen og af infrarødt lys.

## Myggemidler
Midler mod myg kan fås på apoteker og andre steder. Der findes i Danmark flere typer af godkendte myggemidler med forskellige aktive stoffer i forskellige formuleringer: creme, balsam, stift og spray. Det er ikke muligt at anbefale ét myggemiddel frem for et andet, da det er meget forskelligt fra person til person, hvordan og hvor meget vi tiltrækker myggene. Et myggemiddel kan således være tilfredsstillende for nogle, mens et andet produkt vil være bedre for andre.
De mest effektive myggemidler virker ved at blive smurt på huden, hvorfra de ved fordampning udsender molekyler, som passer i form til lugt- og fugtigshedsreceptorerne i myggens antenner. Når myggen, ledet af sin lugtesans og følsomhed overfor fugt, kommer helt tæt på et menneske, blokeres dens lugte- og fugtighedssans; den mister retningen til ofret og flyver væk fra dette. Når blokeringen af lugtesansen kort efter forsvinder, flyver myggen igen mod sit offer, hvorefter processen gentager sig.
Tusinder af forsøg har vist, at myggemidler, som udsender ovale eller runde molekyler, er mere effektive end andre faconer, men da forskellige myggearters duftreceptorer er forskellige, kan man ikke stole på, at et myggemiddel, som holder myg væk i en verdensdel, også virker i en anden. Fx har forsøg vist, at skandinaviske myggemidler virker meget dårligt i Canada.
Omhyggeligt anvendt kan de danske myggemidler holde myggene væk fra 2 til 4 timer efter en enkelt behandling.
I udlandet indeholder mange afskrækkende midler diethyltoluamid (deet), som ikke længere er registreret i Danmark. Omhyggeligt anvendt kan de bedste af disse holde myggene væk i mere end 4 timer. Midlerne bør ikke anvendes til børn under tre år. De kan give hudirritation hos nogle mennesker og kan skade visse kunststoffer.
Et middel der bruges til at holde myggene væk, er tigerbalsam, der samtidig virker muskelafspændende.